# New Super Mario Bros. Wii
New Super Mario Bros. Wii (kurz NSMBW) ist ein von dem Spielentwickler Nintendo entwickeltes Jump-’n’-Run-Videospiel, das am 20. November 2009 in Deutschland erschien. Bei New Super Mario Bros. Wii wird wie im für den Nintendo DS erschienenen Vorgänger New Super Mario Bros. das klassische Spielprinzip des ersten Super Mario Bros. für das NES wieder aufgegriffen, daher die Bezeichnung New im Titel.

## Spielhandlung
Die Spielhandlung in New Super Mario Bros. Wii dreht sich darum, wie in den meisten „Super-Mario“-Spielen, Prinzessin Peach vor einer riesigen, anthropomorphen Schildkröte namens Bowser zu retten. In New Super Mario Bros. Wii wird Peach von Bowser Jr. und den sieben Koopalingen entführt, welche schon in Super Mario Bros. 3 und Super Mario World ihr Unwesen trieben.

Um sie zu retten, reist Mario durch acht Welten mit jeweils etwa acht bis zehn Leveln. In jeder Welt gibt es eine Burg und ein Schloss. Am Ende jedes Burg- bzw. Schlosslevels gibt es einen Endgegner.

Nach erstmaligem einfachem Durchspielen wird eine neunte Welt freigeschaltet, in der pro Welt ein Bonuslevel bestritten werden kann, falls der Spieler in der jeweiligen Welt alle goldenen Sternmünzen gesammelt hat. Diese können außerdem dazu verwendet werden, um in Peachs Schloss Filme anzusehen, die Lösungen für schwierige Spielsituationen zeigen.

## Spielmechanik
Die Grundspielmechanik des Spiels ist klassisch 2D in der Seitenperspektive, verfügt aber trotzdem über 3D-Elemente durch die 3D-Engine. Gespielt wird mit der „Wiimote“, der Fernbedienung der Wii. Diese wird parallel waagerecht zum Boden gehalten und um nach rechts bzw. links zu laufen, wird das Steuerkreuz benutzt. Zum Rennen benutzt man die 1-Taste, zum Springen die 2-Taste. Wenn man die Wiimote schüttelt, macht die Spielfigur einen Drehsprung. Des Weiteren ist es auch möglich, mit der Kombination aus Wiimote und Nunchuk zu spielen. Dabei ersetzen die Tasten Z und B die 1-Taste, die A-Taste die 2-Taste und der Analogstick das Steuerkreuz. Die Bewegungssteuerung wird weiterhin von der Wiimote übernommen.
Erstmals gibt es auch einen Mehrspieler-Modus, der es bis zu vier Spielern gleichzeitig erlaubt, am Story-Modus teilzunehmen. Speziell dafür gibt es einige neue Elemente, beispielsweise kann ein Spieler den anderen tragen, oder wenn eine Spielfigur in ein Loch fällt oder von einem Gegner besiegt wird, kommt sie in eine Art Blase, die von einem anderen Spieler zerplatzt werden kann, um den besiegten Spieler zu retten. Im Mehrspieler-Modus hat man die Wahl zwischen folgenden Protagonisten: Mario (1. Spieler ist automatisch Mario), Luigi und einem blauen oder gelben Toad.
Anfangs waren Figuren wie Prinzessin Peach oder Wario angedacht. Dies hätte aber eine eigenständige Spielphysik der Charaktere verlangt, wie den Gleitflug von Prinzessin Peach oder einer Rempel- bzw. Furzattacke von Wario. Man entschied sich für die Toads, da diese ein ähnliches Spielverhalten aufweisen wie Mario und Luigi und man jedem Spieler dasselbe Spielerlebnis präsentieren wollte.
New Super Mario Bros. Wii ist Nintendos erstes Spiel mit der neuen Super-Guide-Funktion. Der Super Guide hilft dem Spieler, sofern er an einer Stelle achtmal gestorben ist. Auf Wunsch erscheint ein computergesteuerter Luigi und zeigt dem Spieler den Weg durch das Level, der Spieler kann an jeder Stelle übernehmen und das Level selbst beenden. Am Ende eines Levels, das vom Super Guide (im Spiel Super-Assistent) beendet wurde, kann der Spieler selbst entscheiden, ob das Level gespeichert werden soll oder ob er es selbst durchspielen möchte.
In diesem Spiel gibt es wie auch schon in der DS-Version ein Inventar, dieses ist jedoch anders ausgelegt als bisher. Nun können Power-ups aus dem Inventar nicht mehr beliebig im Level ausgewählt werden; dies muss schon auf der Weltenkarte geschehen. Dafür kann der Spieler allerdings beliebig viele Power-ups mit sich führen. Diese Power-ups können in Minispielen gegen Gegner auf der Weltkarte oder in Memory-Spielen in Pilzhäusern gewonnen werden.
Der Schwierigkeitsgrad des Spiels ist allgemein höher gehalten als in anderen Spielen der Super-Mario-Serie.

### Power-ups
Power-ups sind Gegenstände, die es der Spielfigur ermöglichen, sich zu verwandeln bzw. sich kurzfristig zu verbessern.

#### Klassische Power-ups
Superpilz
Mario wird zu Super-Mario, kann Mauerblöcke zerstampfen und hält einen Schaden mehr aus.
Feuerblume
Der Spieler wird groß und kann Feuerbälle werfen. Außerdem wird er nach Erhalten von Schaden nicht wieder klein, sondern geht in den gleichen Zustand wie den, den der Superpilz auslöst.
Eisblume
Der Spieler wird wie bei der Feuerblume groß, kann aber Eisbälle anstelle von Feuerbällen werfen, welche den Großteil aller Gegner einfrieren können. Eingefrorene Gegner können je nach deren Größe aufgehoben und auf andere Gegner geworfen werden. Nach Schaden gleiche Auswirkung wie bei der Feuerblume.
Grüner Pilz (1UP-Pilz)
Der Spieler erhält ein zusätzliches Leben.
Mini-Pilz
Der Spieler wird sehr klein, kann schneller rennen, höher und viel weiter springen und über Wasser laufen. Ferner kann er in spezielle Röhren kriechen, die versteckte Wege offenbaren. Wenn er in diesem Zustand Schaden nimmt, ist er sofort besiegt.
Stern
Der Spieler wird kurzzeitig unverwundbar und besiegt die meisten Gegner allein durch die Berührung. Wenn ein Spieler im Mehrspielermodus mit Stern einen Spieler ohne Stern aufhebt, so überträgt sich die Wirkung des Sterns auf den anderen Spieler.

#### Neue Power-ups
Propeller-Pilz
Der Spieler wird groß und kann eine kurze Zeit lang fliegen, nachdem er einen Drehsprung vollführt hat. Nach Schaden gleiche Auswirkung wie bei der Feuerblume.
Pinguin-Anzug
Der Spieler schlüpft in einen Pinguin-Anzug. Dadurch bewegt er sich sicher auf vereisten Oberflächen, schwimmt schneller durch Wasser und kann auch auf dem Bauch über Eis und Wasser rutschen. Wie bei der Eisblume ist es möglich, Gegner einzufrieren. Nach Schaden gleiche Auswirkung wie bei der Feuerblume.

### Yoshi
Sitzt der Spieler auf Yoshi, kann dieser einen Flattersprung vollführen, um an höher gelegene Orte zu kommen oder mithilfe der langen Zunge Gegner auffressen. Darüber hinaus kann man ihn wie ein Sprungbrett nutzen, wenn man während eines Sprungs von ihm absteigt. Es gibt Yoshis in unterschiedlichen Farben, diese haben allerdings alle dieselben Fähigkeiten. Der Spieler steigt am Ende eines Levels vom Yoshi automatisch wieder herab und kann diesen nicht ins nächste Level mitnehmen.

### Versteckte Ausgänge
In einigen Leveln ist – zusätzlich zu dem normalen Levelausgang – ein weiterer alternativer Ausgang versteckt. Diese Ausgänge werden durch eine rote Flagge an der Fahnenstange markiert und ermöglichen die Freischaltung weiterer Wege auf der Levelkarte. So können zum Beispiel Abkürzungen, versteckte Level oder Warp-Kanonen freigeschaltet werden. Mit diesen Kanonen kann sich der Spieler in andere Welten katapultieren lassen und so wesentliche Teile des Spiels überspringen. Die Benutzung solcher Kanonen ist besonders in Speedruns sehr beliebt, um Zeit beim Durchspielen von New Super Mario Bros. Wii zu sparen.

## Rezeption

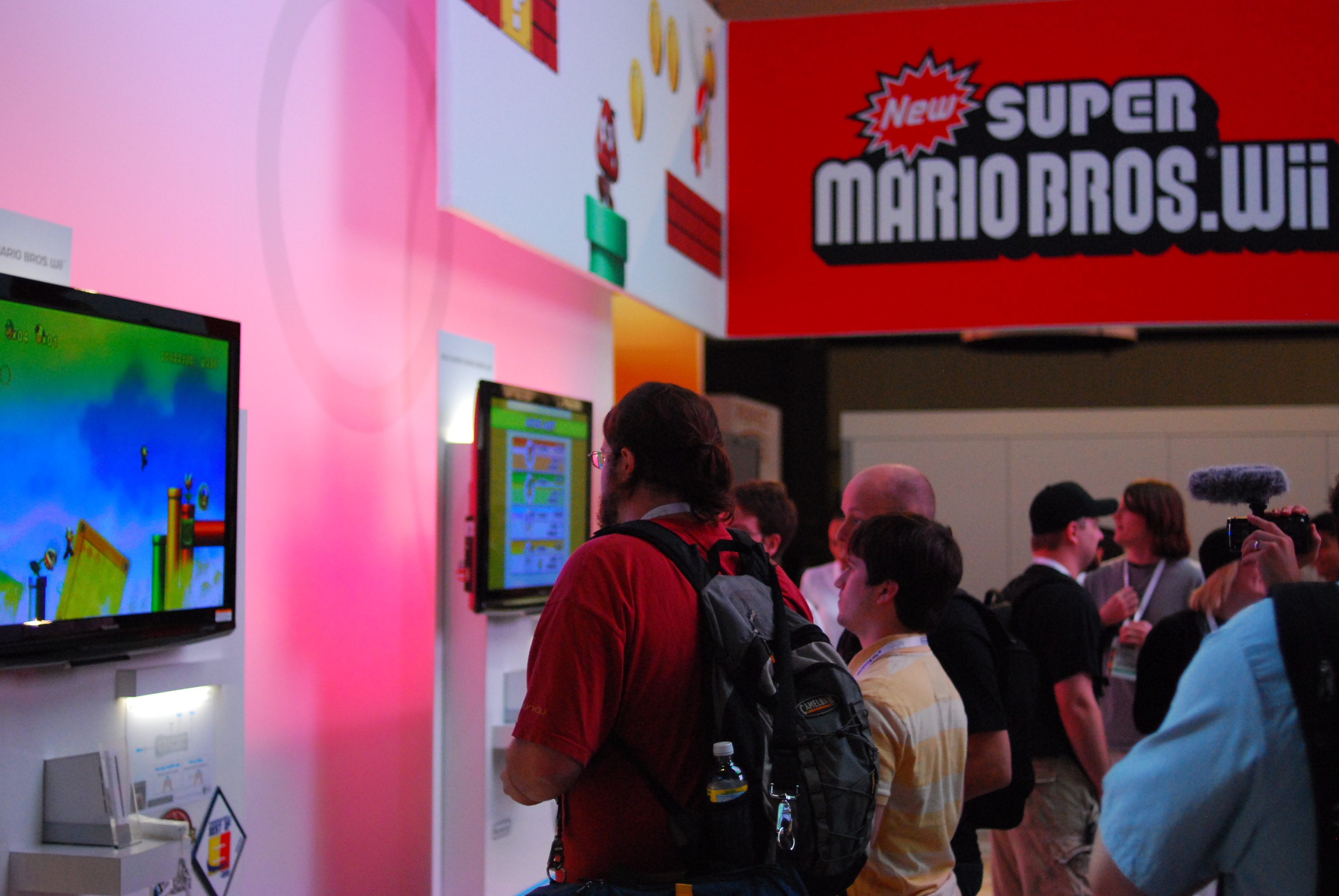
Spielstände für New Super Mario Bros. Wii (2009)

- eurogamer.de = 9/10 Punkte[6]
- spieleradar.de = 86 %[7]
- Games Aktuell = 85 %[8]
- NZone = 90 %[8]
- spieletipps.de = 91 %[8]
- Famitsu = 40/40
- 4players.de = 91 %[9]

## Nachfolger

### Offizieller Nachfolger
Am 7. Juli 2011 wurde auf der E³ der Nachfolger von New Super Mario Bros. Wii angekündigt. Er sollte den Titel New Super Mario Bros. Mii tragen und für die Nachfolgerkonsole Wii U erscheinen. Auf der E³ 2012 wurde der finale Titel New Super Mario Bros. U bekannt gegeben. Es wurde ein Trailer gezeigt, mehrere Informationen bekanntgegeben und auch eine spielbare Demo bereitgestellt. Am 30. November 2012 erschien das Spiel schließlich zusammen mit der neuen Konsole Wii U in Europa.

### Inoffizieller Nachfolger: Newer Super Mario Bros. Wii
Newer Super Mario Bros. Wii ist eine kostenlose Modifikation (Homebrew/Fangame) auf Basis von Nintendos New Super Mario Bros. Wii, die am 8. August 2013 von Hobbyentwicklern des Newer Team veröffentlicht wurde.
Zum Spielen von "Newer Super Mario Bros. Wii" wird die Originaldisk von New Super Mario Bros. Wii als Basis benötigt. Die Modifikation wird als ein Fan-Patch mit signifikantem eigenem Inhalt (Dateigröße 535 MB) verbreitet. Durch die Verbreitung als binärer Patch mit nur Material der Fan-Entwickler wird eine Urheberrechtsverletzung vermieden, welche eine kombinierte Verbreitung von Ursprungswerk und Anpassung darstellen würde. Entwickelt wurde diese Fan-Spielversion als Hack auf Basis der veröffentlichten Binärversion von Nintendo, also ohne Zugriff auf Quelltext und Entwicklungstools der ursprünglichen Entwickler.

#### Anpassungen
Die Newer Super Mario Bros. Wii beinhaltet gegenüber dem Original neben 128 neuen Levels, die sich in neun großen (1 bis 9) und fünf kleinen (A bis E) Welten befinden, auch eine völlig neue komplett zusammenhängende Weltenkarte, neue Bossgegner und andere Musik. Außerdem wurden verschiedene Konzepte wieder eingefügt, die Nintendo bereits früher in der Reihe verwendet hat, aber in New Super Mario Bros. Wii fehlten, nämlich das Hammer-Power-up aus Super Mario Bros. 3 und die Schalterpaläste aus Super Mario World, die Blöcke in Leveln erscheinen lassen. Diese können das Level vereinfachen oder es dem Spieler ermöglichen, Sternmünzen zu erreichen, an die er sonst nicht herankommen würde. Während das Hammer-Power-up völlig neu in das Spiel eingebaut wurde, hatte ein Schalterpalast bereits in New Super Mario Bros. Wii einen kurzen Auftritt. Ebenfalls neu sind einige Features wie eine geringere Schwerkraft in einer Weltraum-Welt.
Auch die Sternenmünzen haben nun einen anderen Verwendungszweck, mit ihnen können nun in speziellen Shops Power-Ups für das Inventar kaufen. Power-Ups für das Inventar können außerdem auch über Challenge Houses und Music Houses erlangt werden. In ersterem muss dazu eine bestimmte Anzahl an Sternen eingesammelt werden, damit man 3 Powerups erhält, in letzterem hingegen muss ein Spieler auf Musik-Blöcken eine ihm vorgespielte Melodie nachspielen, wofür er bis zu vier Power-ups erhalten kann.

#### Entwicklung und Veröffentlichung
Die Entwicklung von Newer Super Mario Bros. Wii begann Anfang 2010.
Das Spiel sollte zunächst bereits Ende 2011 erscheinen, die Veröffentlichung verzögerte sich jedoch um anderthalb Jahre.
Nach der Veröffentlichung fand der Hack positive Erwähnung in größeren Online-Videospielzeitschriften.